# Benjamin Nadjem
Ali Benjamin Nadjem (in persiano علی بنیامین نجم‎; Kabul, 2 aprile 1995) è un calciatore afghano, difensore dell'Harksheide II.